# 741647 Davidge
741647 Davidge este o planetă minoră (asteroid) din centura de asteroizi. A fost descoperită pe 23 august 2006 la  de  și a fost numită după Timothy Davidge⁠(d). 
Obiectul prezintă o orbită caracterizată de o semiaxă mare de 3,1960244208292 UAi, o excentricitate de 0,11723012953592, o înclinație de 15,249462483959 ° în raport cu ecliptica.